# Bahnstrecke Pasewalk–Gumnitz
| Verlauf der Bahnstrecke Gumnitz–Pasewalk Ost |                      |                                  |                                  |
| Streckennummer: | 6784                 |                                  |                                  |
| Kursbuchstrecke: | 122e (1961)          |                                  |                                  |
| Streckenlänge: | 19,4 km              |                                  |                                  |
| Spurweite: | 1435 mm (Normalspur) |                                  |                                  |
| |                      |                                  |                                  |
| \| \| \| von Jatznick \| \| \| \| \| Gumnitz Abzw nach Ueckermünde \| \| \| \| 0,9 \| Spechtberg \| Spechtberg \| \| \| 5,0 \| Drögeheide Nord \| Drögeheide Nord \| \| \| 6,7 \| Torgelow Drögeheide \| Torgelow Drögeheide \| \| \| 10,8 \| Uhlenkrug \| Uhlenkrug \| \| \| 16,2 \| Abzw. Krugsdorf W2 nach Szczecin \| Abzw. Krugsdorf W2 nach Szczecin \| \| \| \| von Szczecin \| \| \| \| 19,4 \| Pasewalk Ost \| Pasewalk Ost \| \| \| \| nach Pasewalk \| \| |                      |                                  |                                  |
| Strecke |                      | von Jatznick                     | von Jatznick                     |
| Abzweig ehemals geradeaus und nach links |                      | Gumnitz Abzw nach Ueckermünde    | Gumnitz Abzw nach Ueckermünde    |
| Dienststation / Betriebs- oder Güterbahnhof (Strecke außer Betrieb) | 0,9                  | Spechtberg                       | Spechtberg                       |
| Haltepunkt / Haltestelle (Strecke außer Betrieb) | 5,0                  | Drögeheide Nord                  | Drögeheide Nord                  |
| Betriebs-/Güterbahnhof Strecke bis hier außer Betrieb | 6,7                  | Torgelow Drögeheide              | Torgelow Drögeheide              |
| ehemaliger Bahnhof | 10,8                 | Uhlenkrug                        | Uhlenkrug                        |
| Abzweig geradeaus und ehemals nach links | 16,2                 | Abzw. Krugsdorf W2 nach Szczecin | Abzw. Krugsdorf W2 nach Szczecin |
| Abzweig geradeaus und von links |                      | von Szczecin                     | von Szczecin                     |
| Bahnhof | 19,4                 | Pasewalk Ost                     | Pasewalk Ost                     |
| Strecke |                      | nach Pasewalk                    | nach Pasewalk                    |

Die Bahnstrecke Gumnitz–Pasewalk Ost im Osten des deutschen Bundeslandes Mecklenburg-Vorpommern wurde zu militärischen Zwecken erbaut und ist heute zwischen Drögeheide und Gumnitz stillgelegt und demontiert.

## Geschichte
Anfänge dazu gab es während des Zweiten Weltkrieges. Anfang der 1950er Jahre wurde im Zuge der Erschließung neuer Militärobjekte in der Ueckermünder Heide der Streckenabschnitt von Gumnitz nach Drögeheide gebaut. Ein Großteil dieser Arbeiten wurde vom Dienst für Deutschland ausgeführt. Zur „Erhöhung der Einsatzbereitschaft“ der Nationalen Volksarmee (NVA) wurde die Strecke Ende der 1950er Jahre bis Pasewalk Ost verlängert. Die offizielle Eröffnung der Gesamtstrecke fand am 7. Oktober 1959 statt, also zum zehnjährigen Bestehen der DDR.
Vom 7. Oktober 1959 bis zum 30. Mai 1964 fand zwischen Pasewalk und Uhlenkrug auch ein öffentlicher Personenverkehr statt. In Pasewalk Ost hielten diese Züge nicht, da dort kein geeigneter Bahnsteig vorhanden war. In Uhlenkrug wurde eine Fahrkartenausgabe eröffnet. Der Grund für diese Verbindung lag im Ausbau der Landstraße von Torgelow über Viereck nach Pasewalk, durch den der Omnibusverkehr stark eingeschränkt wurde. Nach Abschluss dieser Bauarbeiten wurde die Zugverbindung wieder eingestellt.
Für den Militärgüterverkehr wurden die Bahnhöfe Spechtberg, Drögeheide und Uhlenkrug mit Ladegleisen und Rampenanlagen ausgestattet. Für den Militärreiseverkehr diente auch der Haltepunkt Drögeheide Nord.
Um bei einer angenommenen kriegsbedingten Zerstörung der Bahnanlagen in Pasewalk diese von Osten her umgehen zu können, wurde 1973 aus Richtung Szczecin (Stettin) eine Verbindungskurve, die Krugsdorfer Kurve, angefügt.
Nach der Wiedervereinigung Deutschlands und der damit verbundenen Auflösung der NVA wurde der Verkehr zwischen Gumnitz und Drögeheide am 14. März 1994 eingestellt und der Abschnitt ab Juni 1994 demontiert. Auf dem verbliebenen Teilstück von Drögeheide nach Pasewalk Ost findet heute noch gelegentlicher Güterverkehr statt. Das Empfangsgebäude in Uhlenkrug wurde im Verlauf einer Waldbrandübung im Jahr 1999 niedergebrannt und entfernt.